# M'Chedellah (distrito)
M'Chedellah é um distrito localizado na província de Bouira, Argélia, e cuja capital é a cidade de mesmo nome, M'Chedellah.[carece de fontes?]